# ЛЕД уметност
ЛЕД уметност је грана светлосне уметности коју карактерише широка употреба ЛЕД диода. Ова врста уметности спада у четири основне категорије: улична уметност, рекламна уметност, забавна уметност и естетска уметност.
ЛЕД диода које су веома јефтине за куповину,  и разнолике у доступности   у различитим величинама и бојама врло брзо су стекле популарност у круговима уличне уметности, јер се користе за организовање разних наступа на јавним местима. ЛЕД диоде све више користити и мултимедијални уметници у инсталацијама, интерактивним уметничким делима и/или их користе вајари као детаљ на својим скулптурама, јер како рече Лиз Маникатид (уметнице из Масачусетса)...када видите боје и светлосни ефекат, застаћете, погледати и рећи: Вау, то је стварно забавно.

## Историја
ЛЕД уметност се није примењивала све  до касних година 20. века, јер су се  прве ЛЕД диоде појављивале на електричној сцени тек 1962. године, и биле су првенствено биле црвене боје, јер истраживачи и електроничари нису схватили логистику употребе полупроводничких диода кроз цели енергетски  спектар боја. У тим условима уметничка примена  ЛЕД-а била је изузетно ограничена јер светло произведено од таквих ЛЕД диода није било довољно кретаивна да би имала велики утицај на стварање уметничког дела.
Како је  технологија напредна, електроинжењери  су открили начине како створити широк спектар ЛЕД диода погодних за различите поставке и намене. Овим открићем  ЛЕД-диоде су мултимедијалних уметницима пружиле огромну палету боја и величина, и само је од његове индивидуалне визије зависило како ће да користи понуђену им широку палету боја, облика и величина диода. 
Као и свака друга уметност, и ЛЕД- уметност поседује различите форме, које се разликују од форми других уметника, јер носе сопствени и препознатљив потпис ЛЕД уметника.

## Основне информације
Примарна компонента ЛЕД уметности  је полупроводничка диода (ЛЕД диодa кроз коју пролази струје у једном смеру). Када се напон примени на полупроводнички елемент, енергија се ослобађа у облику фотона или светлости. Сва светла су енергија на различитим таласним дужинама, тако да различите боје ЛЕД-а представљају различите нивое енергије. 
ЛЕД диоде имају неколико предности у односу на друге изворе светлости, јер су јефтине, компактне, дуговечне, брзо се укључују и искључују и мали су потрошачи енергије. Оне омогућавају уметницима да их   корисне у различитим поставкама.

### Конструкција

##### Тело
Типичан блинк је мали пластични дводелни цилиндар довољно широк да прихвати дугмасту батерију са  са малом угравираном плочом на предњој страни и навојима на отвореном крају, упареном са поклопцем цилиндра који се зашрафљује и учвршћује као једна целина. Трепћућа ЛЕД плоча може бити округла и затворена цилиндром, или разним већим облицима у боји као што су логотипи који су залепљени на спољну страну краја цилиндра. Уобичајени дизајни користе гумени прстен као прекидач за укључивање/искључивање. Када се постави између батерија и штампане плоче унутар предњег поклопца, затезање основе завртњем деформише и изравнава заптивку, приморавајући врх батерије да додирне полеђину штампане плоче, чиме се коло завршава. Савремени елементи ће вероватније користити кућиште за батерију које се отвара малим завртњем као оног код наочара и дугметом за укључивање/искључивање.

#### Позадина
Најчешћи дизајни користе скуп јаких магнета, један на задњој страни блинка, а други који се може уклонити. Ово омогућава да се светло лако причврсти за одећу или да се залепи за било који магнетни метал као што су дугмад или копче за каиш. Клипови се често користе за прављење минђуша,  привезака или се прстен може заварити са задње стране да би се направио прстен за прст. Двострани лепљиви јастучићи се понекад користе за лепљење блинка директно на тело, најчешће у пупку.

#### Плоча
Плоча обично има од 2 до чак 25 микро ЛЕД диоде. Уобичајено се користе ЛЕД диоде које емитују различите боје унутар видљивог спектра, док су ултраљубичасте или инфрацрвене ЛЕД диоде мање уобичајене код трептаја. Плаве, беле, љубичасте и ултраљубичасте ЛЕД диоде често захтевају две или више батеријских ћелија, због неопходности већег напона. Видљива страна урезане плоче може се конструисати да трепери на различите начине, посебно када постоји више ЛЕД диода у више боја. Прозирни пластични конформни премаз као што је силикон, акрил или епоксид штити ломљиве ЛЕД диоде на изложеној предњој страни плоче. Обликоване плоче имају буквално стотине варијација у комбинацији са отиском. Уобичајени облици (осим класичног малог круга) су звезде, срца, цвеће, заставе, животиње, празнични симболи (као што су лампиони за Ноћ вештица) и логотипи спортских тимова.

### Техника
Да би се произвео ЛЕД сноп, ћелија дугмета је повезана са светлећом диодом и магнетом. Овде се мора поштовати исправан поларитет. Међутим, ово се може безбедно испробати, пошто је пробојни напон ЛЕД-а обично већи од напона ћелије дугмета. Погодне су појединачне литијумске ћелије са напоном од око 3 волта , пошто су радни напони стандардних ЛЕД диода обично између 2 и 3 волта. Две једноставне алкалне манганске дугмасте батерије са приближно 1,5 В морају се користити у серији. Уобичајени серијски отпорник се може изоставити у оваквим ЛЕД бацачима, пошто је унутрашњи отпорћелија дугмета довољно ограничава струју. Монтажа се врши једноставним лепљењем лепљивом траком или епоксидном смолом.

## Уметници
Међу значајније уметнике у ЛЕД уметности спадају:
- Џени Холцер - која је једна од најпознатијих уметница које користе ЛЕД диоде у свом раду.
- Бригит Кованз,  уметница из Беча
- Мелиса Фокс (позната и као Mery Crystal Ra)  уметница која је добила признање за своју инсталацију „Реасктивна река“ (Главна зграда Европског парламента, Брисел, Белгија).
- Лиз Ламанш  уметница која ствара тродимензионалне слике осветљене ЛЕД диодама које трепере у различитим бојама, и тиме формирају ефекат кретања
- The Strober - видео блогер; користи стробоскоп у својим видео снимцима на Јутјубу како би дао илузију кретања точкова или промене лица, обично са денс музиком или треш металом у позадини;
- Лиу Дао је уметнички колектив из Кине који ангажује глумце и редитеље да креирају анимиране ЛЕД портрете. Група се такође ослања на традиционалне кинеске уметности као што је резбарење папира – док у великој мери користи ЛЕД диоде да би метафорички изразили кинеско путовање од традиције до модерности.
- Титиа Ек  уметница из Амстердама позната по својој инсталацији Цвет универзума
- Лео Виљареал уметник који комбинује ЛЕД светла и програмски код за креирање светлосних дисплеја  ;
- Џим Кампбел   уметник из Сан Франциска
- Теди Ло  уметник из Хонг Конга.

## Значајна дела
- Cell Phone Disco by Informationlab(ауторке Урсуле Лавренчић и Ауке Тауслагер) инсталација која користи електромагнетни спектар који емитује мобилни телефон гледаоца за креирање посебне визуелне интерпретације. ЛЕД диоде су причвршћене на велике решетке, а када се телефон активира у неком делу собе, пали се светло.[3]
- GreenPix ― Zero Energy Media Wall  - еколошки уметнички простор. То је екран ниске резолуције на коме различити уметници могу да прикажу своје радове.[4]